# Ciclism la Jocurile Olimpice de vară din 1896 - Cursa masculină de 100 de kilometri
Proba masculină de ciclism 100 de kilometri de la Jocurile Olimpice de vară din 1896 a avut loc pe 8 aprilie, fiind prima cursă de ciclism la Olimpiadă. Cicliștii au trebuit să parcurgă 300 de ture de pistă. Au concurat nouă cicliști din cinci țări. Proba a fost câștigată de francezul Léon Flameng, iar pe locul al doilea s-a clasat grecul Georgios Kolettis.

## Formatul competiției
După cum sugerează și numele, cursa a avut o lungime de 100 de kilometri. Pista avea o treime de kilometru în lungime, astfel încât cicliștii au trebuit să parcurgă 300 de ture. În cadrul competiției erau permise stimulatoarele cardiace, însă doar Flameng și grecii aveau stimulatoare cardiace. Cei nouă cicliști au pornit împreună într-un start în masă.

## Program
Nu se cunoaște ora exactă a evenimentului. Ziua a fost foarte rece, cu un vânt aspru.
| Dată                     | Dată                     | Oră | Etapă  |
| Gregorian                | Iulian                   | Oră | Etapă  |
| ------------------------ | ------------------------ | --- | ------ |
| Miercuri, 8 aprilie 1896 | Miercuri, 27 martie 1896 |     | Finală |

## Rezultate
Nouă cicliști au luat startul în cursă, dar doar doi au terminat-o. În timpul cursei, bicicleta lui Georgios Kolettis s-a stricat. Léon Flameng s-a oprit și a așteptat ca bicicleta lui Georgios să fie reparată înainte de a continua cursa.[1] Flameng a căzut la jumătatea cursei, dar a continuat câștigând medalia de aur. Grecul Kolettis a parcurs 289 de ture în acel moment și a terminat destul de repede după Flameng. În timpul competiției, Flameng a alergat cu steagul Franței înfășurat în jurul piciorului.
| Loc | Ciclist                  | Țară           | Timp                         |
| --- | ------------------------ | -------------- | ---------------------------- |
| 1   | Léon Flameng             | Franța         | 3:08:19,2                    |
| 2   | Georgios Kolettis        | Grecia         | Necunoscut (11 ture în urmă) |
| —   | Bernhard Knubel          | Germania       | NT (41 km)                   |
| —   | Theodor Leupold          | Germania       | NT (37 km)                   |
| —   | Edward Battell           | Marea Britanie | NT (17 km)                   |
| —   | Aristidis Konstantinidis | Grecia         | NT (16 km)                   |
| —   | Joseph Rosemeyer         | Germania       | NT                           |
| —   | Adolf Schmal             | Austria        | NT                           |
| —   | Joseph Welzenbacher      | Germania       | NT                           |
| —   | Georgios Aspiotis        | Grecia         | NS                           |
| —   | Paul Masson              | Franța         | NS                           |